# Neocytheretta
Neocytheretta is een geslacht van kreeftachtigen uit de klasse van de Ostracoda (mosselkreeftjes).

## Soorten
- Neocytheretta aculeata Hu & Yang, 1975 †
- Neocytheretta adunca (Brady, 1880) Whatley & Zhao (Yi-Chun), 1988
- Neocytheretta artoscarposa Hu & Tao, 2008
- Neocytheretta bengalensis Ahmed, 1994 †
- Neocytheretta branchia Hu & Cheng, 1977 †
- Neocytheretta concava Malz, 1980
- Neocytheretta cribriformis Hu & Tao, 2008
- Neocytheretta exigua Malz, 1980
- Neocytheretta faceta (Guan, 1978) Gou, Zheng & Huang, 1983 †
- Neocytheretta formosana Hu, 1981 †
- Neocytheretta guangdongensis Gou in Gou, Zheng & Huang, 1983 †
- Neocytheretta inflata Malz, 1980
- Neocytheretta leizhouensis Gou in Gou, Zheng & Huang, 1983 †
- Neocytheretta murilineata Zhao (Yi-Chun) & Whatley, 1989
- Neocytheretta novella Mostafawi, 1992 †
- Neocytheretta snellii (Kingma, 1948) Morkhoven, 1963 †
- Neocytheretta spinobifurcata Yassini, Jones & Jones, 1993
- Neocytheretta spongiosa (Brady, 1870) Malz, 1980
- Neocytheretta stachyosiodea Hu & Tao, 2008
- Neocytheretta vandijki (Kingma, 1948) Malz, 1980 †
- Neocytheretta ventrispinosa Gou, Huang & Zheng in Gou, Zheng & Huang, 1983 †
- Neocytheretta ventrocostata Howe & Mckenzie, 1989
- Neocytheretta weimingella Hu & Tao, 2008